# Бадлер, Хекки
Хекки Бадлер (англ. Hekkie Budler (18 мая 1988 года в Йоханнесбурге, ЮАР) — южноафриканский боксёр-профессионал, выступающий в первой наилегчайшей (Light flyweight) (до 48,9 кг) весовой категории. Чемпион мира в минимальном весе (по версиям IBO, 2011—2016, 2017 и WBA, 2014—2016.), в первом наилегчайшем весе (по версиям WBA (super) и IBF 2018).

## Профессиональная карьера
Бадлер дебютировал на профессиональном ринге в июле 2007 года в возрасте 19 лет.
В 2009 году завоевал титул чемпиона Африки по версии IBO.
В 2010 году завоевал титул чемпиона мира по версии IBO. Через год проиграл титул раздельным решением судей, соотечественнику, Гитеону Бутелези. Через полгода снова завоевал титул чемпиона мира по версии IBO.
9 ноября 2013 года нокаутировал аргентинца Уго Гернана Вирчелли, и завоевал титул временного чемпиона мира по версии WBA.
1 марта 2014 года в бою за полноценный титул чемпиона мира по версии WBA, нокаутировал в первом раунде венесуэльца Карлуиса Диаса.
19 марта 2016 года проиграл единогласным решением судей боксёру из Никарагуа Байрону Рохасу и утратил оба титула чемпиона мира по версиям IBO и WBA Super в минимальном весе.
4 февраля 2017 года завоевал вакантный титул чемпиона мира по версии IBO в первом наилегчайшем весе.
20 мая 2018 года победил единогласным решением Рёити Тагути и завоевал титулы чемпиона мира по версиям WBA (super) и IBF в первом наилегчайшем весе.